# Bazzania engelii
Bazzania engelii är en bladmossart som beskrevs av Glenny. Bazzania engelii ingår i släktet revmossor, och familjen Lepidoziaceae. Inga underarter finns listade i Catalogue of Life.